# Lepidium obtusatum
Lepidium obtusatum är en korsblommig växtart som beskrevs av Thomas Kirk. Lepidium obtusatum ingår i släktet krassingar, och familjen korsblommiga växter. Inga underarter finns listade i Catalogue of Life.